# Trajan Lalić
Trajan Lalić (Lopud, ? - Venecija, 1773.), poznati dobročinitelj u službi interesa Dubrovačke Republike.
Lalići su krajem 16. st. iz Bosne doselili na otok Lopud. Početkom 18. st. Trajan i brat mu Kristo iselili su u Italiju, gdje su se bavili trgovinom. Iako nije bio službeni predstavnik Dubrovnika u Veneciji, pošto Mlečani takve nisu ni priznavali jer nisu priznavali ni Dubrovačku Republiku, punih 50 godina ondje je skrbio za interese Republike, radi čega je od dubrovačke vlade dobivao niz priznanja. Posebno vrijedno dobročinstvo Lalić je ostvario 1764. kad je Gradu bila zaprijetila velika glad. Žito se moglo nabaviti u Veneciji, ali je tamošnja vlada izvoz žita bila strogo zabranila. Zatekavši se u bezizlaznoj situaciji, dubrovački Senat obratio se Laliću moleći ga kod venecijanskih vlasti ishoditi dopusnicu za uvoz određene količine žita, uz napomenu ako u tome uspije da će mu još za života podići spomen-ploču. Punih 20 dana Trajan je molbama stalno navraćao kod venecijanskih uglednika uspjevši na kraju ishoditi rečenu dopusnicu. Dubrovačke vlasti održale su dano obećanje, te je radi toga čina, ali i radi ranijih dobročinstava, Laliću doista još za života, 1764. podignuta spomen-ploča. Svijest o potrebi promicanja interesa države bila je razvijena do te mjere da su se sve žrtve i napori za njezin interes smatrali uobičajenim i obveznim. Zato je u cijeloj svojoj povijesti Dubrovačka Republika svojim velikanima podigla samo jedno spomen-poprsje, pučaninu Mihu Pracatu u atriju Kneževa dvora i tri spomen-ploča. Jedna je podignuta Nikoli Buniću u trijemu današnje upravne zgrade Grada Dubrovnika, jedna Ruđeru Boškoviću u Katedrali i jedna Trajanu Laliću u Uredu za žito u Kneževu dvoru, jedinome još za života.